# Haardtrand – An der Kropsburg
Das Naturschutzgebiet Haardtrand – An der Kropsburg liegt im Landkreis Südliche Weinstraße in Rheinland-Pfalz. Das etwa 31,5 ha große Gebiet, das im Jahr 1991 unter Naturschutz gestellt wurde, erstreckt sich südwestlich der Ortsgemeinde Sankt Martin am Heidelberg, südlich unweit der Kropsburg. Am westlichen Rand des Gebietes verläuft die Kreisstraße 30, nördlich und östlich verläuft die Landesstraße 514. Es herrscht ein für den Haardtrand typischer Mischwald aus Edelkastanien, Espen, Traubeneichen und Kiefern vor.